# Oncidium cariniferum
Oncidium cariniferum là một loài thực vật có hoa trong họ Lan. Loài này được (Rchb.f.) Beer mô tả khoa học đầu tiên năm 1854.

## Hình ảnh

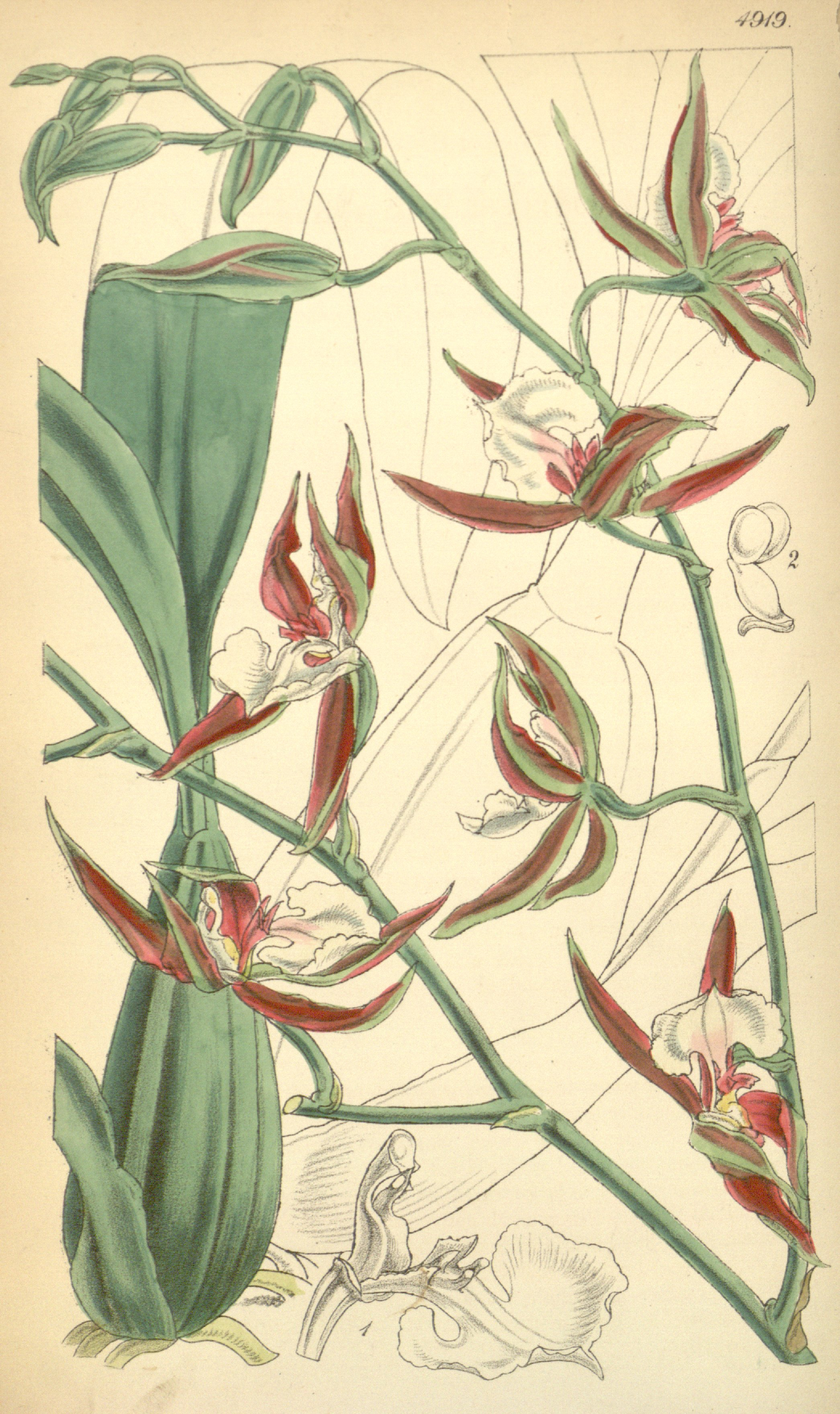